# Sembra en estria

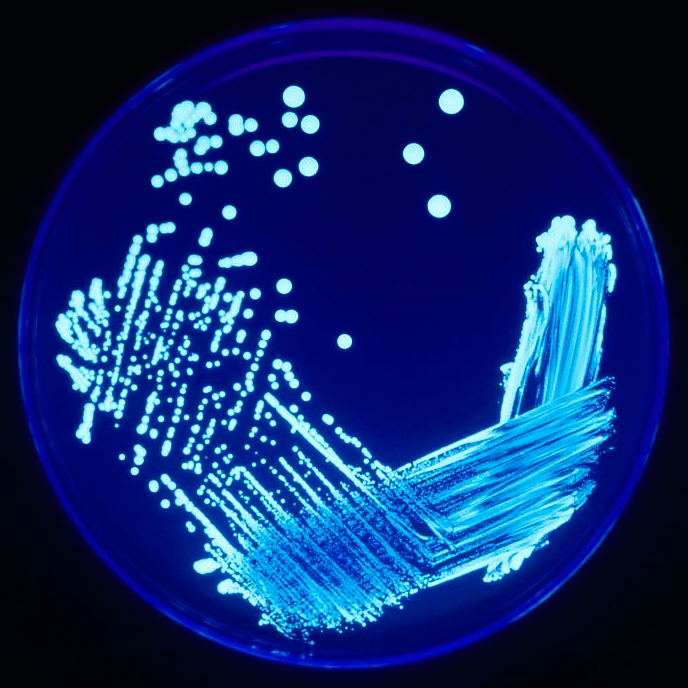
Placa il·luminada amb llum ultraviolada on s'ha sembrat un inòcul de microorganismes que han crescut. Les estries, fetes en el sentit de les agulles del rellotge, fetes sobre el medi de cultiu han permès el creixement bacterià de manera que al final (part superior) s'obtenen colònies aïllades (cercles) que poden ser caracteritzades

En microbiologia, la sembra en estria en medi sòlid és una de les tècniques utilitzades per obtenir un cultiu axènic d'una espècie o soca de microorganisme, sovint bacteris.

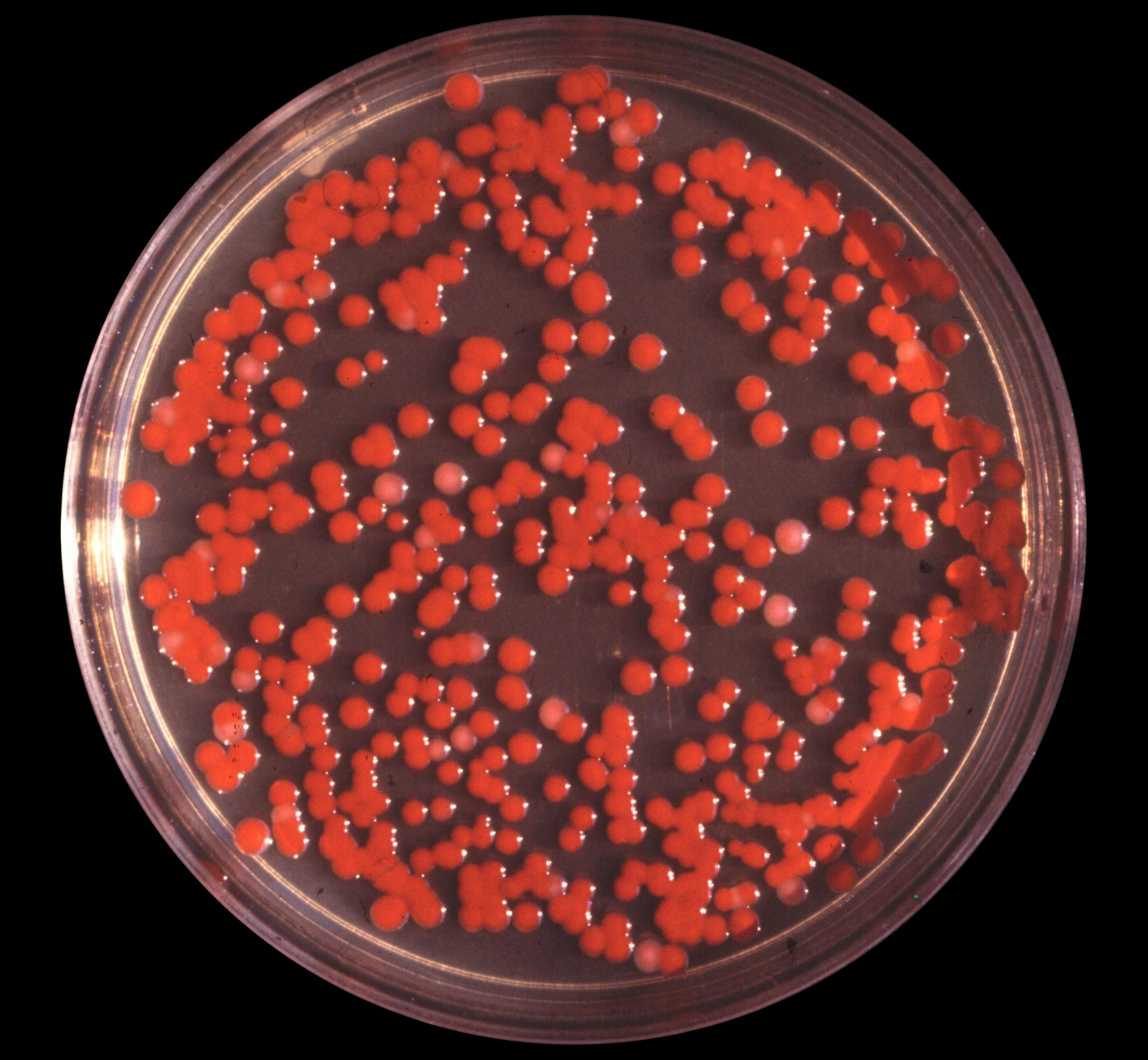
Cultiu de Serratia marcescens obtingut per sembra per dilució. Els aïllaments, en aquest cas, s'obtenen de forma homogènia sobre la placa de cultiu.

La sembra en estria es fa utilitzant una eina estèril, com ara un bastonet de cotó o comunament una ansa d'inoculació. Aquesta se submergeix en un inòcul tal com una mostra d'un cultiu en brou enriquit o d'una mostra que contingui moltes espècies de bacteris. L'inòcul de la mostra s'estén sobre una placa de Petri que conté un medi de cultiu, generalment una placa d'agar que s'ha esterilitzat en una autoclau. La tria del medi de cultiu depèn de quin microorganisme es vol cultivar o seleccionar. Els medis de cultiu són en general formes d'agar-agar, una substància gelatinosa procedent d'algues marines. Depenent de la soca, la placa se sol incubar, en general, de 24 a 36 hores, per permetre que els bacteris es reprodueixin. Al final de la incubació hi ha d'haver prou bacteris que formin colònies visibles i diferenciades. A partir d'aquestes colònies mixtes, individuals espècies bacterianes o fúngiques poden ser identificats a partir de les seves diferències morfològiques (mida / forma / color), i després tornades a cultivar en una nova placa per obtenir un cultiu axènic.